# Saint-Georges-de-Gréhaigne
Saint-Georges-de-Gréhaigne (bret. Sant-Jord-Grehan) – miejscowość i gmina we Francji, w regionie Bretania, w departamencie Ille-et-Vilaine.
Według danych na rok 1990 gminę zamieszkiwało 386 osób, a gęstość zaludnienia wynosiła 32 osoby/km² (wśród 1269 gmin Bretanii Saint-Georges-de-Gréhaigne plasuje się na 896. miejscu pod względem liczby ludności, natomiast pod względem powierzchni na miejscu 763.).